# شیر متدز
شیر متدز (ShareMethods یا شِیر مِتُدز) یک سرویس مدیریت و همکاری اسناد وب ۲٫۰ با تمرکز بر فروش، بازاریابی و شبکه فروش گسترده‌است. این یک نرم‌افزار به عنوان سرویس اشتراک سرویس (SaaS) به شرکت‌ها ارائه می‌دهد که به صورت یک برنامه مستقل یا با ابزارهای CRM مانند Oracle CRM On Demand یا salesforce.com در اختیار شما قرار گرفته‌است.

## تاریخچه
شیر متدز در سال ۲۰۰۴ برای ارائه خدمات همکاری و ارتباطی برای تیم‌های فروش و بازاریابی، شرکای تجاری و مشتریان راه اندازی شد. بنیانگذاران پیشینه ساخت نرم‌افزارها به عنوان سرویس و ایجاد برنامه‌های رسانه دیجیتال را دارند. در سپتامبر ۲۰۰۵، ShareMethods "ShareNow" را به عنوان یکی از اولین برنامه‌ها در salesforce.com AppExchange راه اندازی کرد. در سپتامبر ۲۰۰۶، ShareMethods عملیات خود را به یک مرکز داده SAS 70 Type II متعلق به Sungard منتقل کرد. در مارس ۲۰۰۹، ShareMethods "ShareSpaces" را برای ارائه درگاه‌ها یا فضای کاری درخواستی راه اندازی کرد. در سال ۲۰۱۳، ShareMethods اعلام کرد که پلت فرم آن در نسخه خصوصی ابری (داخلی) موجود است.

## محصولات
ShareMethods: مدیریت اسناد، همکاری، تجزیه و تحلیل و ادغام CRM را در یک راه حل واحد ترکیب می‌کند. محتوای کلیدی را می‌توان به‌صورت متمرکز مدیریت و به کانالهای فروش تحویل داد، در حالی که بازخورد را برای بازاریابی فراهم می‌کند. ShareMethods اغلب به عنوان درگاه فروش فروش داخلی و درگاه شریک برای شرکای خارجی استفاده می‌شود.
ShareNow: این محصول ShareMethods را با salesforce.com ادغام می‌کند که ورود به سیستم تنها را برای کاربران salesforce.com و دسترسی آسان به پرونده‌های مربوط به فرصت‌های حساب و غیره از جمله اشیا custom سفارشی را فراهم می‌کند. همچنین همکاری بین کاربران salesforce.com و غیر کاربران را تسهیل می‌کند.
ShareMethods برای Oracle CRM On Demand: ادغام ShareMethods با Oracle CRM On Demand ارائه یک ورود به سیستم برای کاربران Oracle و دسترسی آسان به پرونده‌های مربوط به فرصت‌های حساب و غیره
ShareOffice: یک راه حل درخواستی اینترانت / اکسترانت. این ویژگی‌ها شامل جستجوی متن کامل، تاریخچه نسخه، همگام سازی سرور، به روزرسانی‌های ایمیل، دنباله حسابرسی / تجزیه و تحلیل، ورود به سیستم / اعلام حضور، رابط کاربری چند زبانه است.
ShareSpaces: فضاهای کاری یا پورتال‌های مستقل که کاربران می‌توانند با شرکای تجاری، هم تیمی‌ها یا افراد برای همکاری در زمینه محتوا و اسناد همکاری کنند.

## یکپارچه سازی و قابلیت همکاری
شیر متدز در پلتفرم AppExchange Salesforce.com در دسترس است. ShareMethods همچنین با Oracle CRM On Demand ادغام می‌شود تا مدیریت اسناد را در برنامه CRM فراهم کند. مشتریان همچنین می‌توانند سیستم‌های اختصاصی را از طریق ثبت نام در سیستم و ثبت نام خود با یکدیگر ادغام کنند. علاوه بر این، توسعه دهندگان می‌توانند برای ادغام عملکرد مدیریت اسناد، از API‌های ShareMethods مبتنی بر WebDAV استفاده کنند.